# Dito Shanidze
Dimit'ri "Dito" Ivanovich Shanidze (Derchi, Unión Soviética, 8 de febrero de 1937 – Tiflis, 18 de noviembre de 2010) fue un haltera soviético, que ganó la medalla de plata en los Juegos Olímpicos de 1968 y 1972.
También fue campeón del mundo en 1973 y un bronce en 1969. También fue campeón de Europa en 1972 y 1973 y plata en 1968, 1969 y 1971 y 1974.

## Palmarés internacional
| Representando a Japón              |                    |                   |           |
| Juegos Olímpicos                   |                    |                   |           |
| Año                                | Lugar              | Medalla           | Categoría |
| 1968                               | México (México)    | Medalla de plata  | -60 kg.   |
| 1972                               | Múnich (RFA)       | Medalla de plata  | -60 kg.   |
| Campeonato Mundial                 |                    |                   |           |
| Año                                | Lugar              | Medalla           | Categoría |
| 1969                               | Varsovia (Polonia) | Medalla de bronce | -60 kg.   |
| 1973                               | La Habana (Cuba)   | Medalla de bronce | -60 kg.   |
| Campeonato Europeo de Halterofilia |                    |                   |           |
| Año                                | Lugar              | Medalla           | Categoría |
| 1968                               | Leningrado (URSS)  | Medalla de plata  | -60 kg.   |
| 1969                               | Varsovia (Polonia) | Medalla de plata  | -60 kg.   |
| 1971                               | Sofía (Bulgaria)   | Medalla de plata  | -60 kg.   |
| 1972                               | Constanza ()       | Medalla de oro    | -60 kg.   |
| 1973                               | Madrid (España)    | Medalla de oro    | -60 kg.   |
| 1974                               | Verona (Italia)    | Medalla de plata  | -60 kg.   |